# Anselme le preux
Pour les articles homonymes, voir Anselme.
Anselme (en latin : Anselmus, mort le 15 août 778 à la bataille de Roncevaux) est un comte du palais de Charlemagne.
Son historicité est attestée par trois diplômes antérieurs à 778. Le premier est daté du 28 juillet 775 et relatif à un différend surgi entre l'abbé Fulrad de Saint-Denis et l'évêque Herchenrad de Paris : la cour y est composée d'une douzaine de fidèles dont le dernier nommé est Anselme. Le deuxième diplôme est daté de décembre 775 et relatif à des terres disputées entre l'avoué du couvent de Honau et celui du monastère de Corbie : la cour y est composée de huit fidèles dont le dernier nommé est Anselme. Le troisième et dernier diplôme est daté de janvier-mars 777 et relatif à des donations faites par l'abbé Fulrad au monastère de Saint-Denis : Anselme figure, comme antépénultième signataire, dans la liste des seize témoins de l'acte.